# Лом (Марі-Турецький район)
Лом (рос. Лом, марій. Лом) — присілок у складі Марі-Турецького району Марій Ел, Росія. Входить до складу Хлібниковського сільського поселення.

## Населення
Населення — 110 осіб (2010; 139 у 2002).
Національний склад (станом на 2002 рік):
- удмурти — 58 %
- росіяни — 29 %